# Laurie Nunn
Laurie Nunn (Londres, maio de 1986) é uma roteirista e dramaturga inglesa mais conhecida por criar a série de comédia dramática Sex Education da Netflix.

## Biografia
Nunn nasceu em Londres, Inglaterra, filha do diretor teatral Trevor Nunn e da atriz australiana Sharon Lee-Hill. Aos 14 anos mudou-se para a Austrália.

## Carreira
Nunn se formou em cinema no Victorian College of the Arts School of Film and TV e voltou para o Reino Unido aos 20 anos, onde completou um mestrado em roteiro na National Film and Television School de 2011-2012.
Seu primeiro grande trabalho na televisão, Sex Education, para o serviço de streaming Netflix, foi finalista do Festival Rose d'Or 2019 na categoria comédia dramática e sitcom. Na segunda temporada ela foi responsável pelo roteiro e também atuou como produtora executiva..

## Filmografia
- Gone to Earth (Curta-metragem) (2007)
- Radiance (Curta-metragem) (2013)
- Pregnant Pause (Curta-metragem) (2016)
- The Grounded Series (Série de TV) (2017)
- Sex Education (2019-presente)